# Rachel Skarsten
Rachel Alice Marie Skarsten (Toronto, 23 aprile 1985) è un'attrice canadese, conosciuta per il ruolo di Tamsin nella serie TV canadese drama-fantasy Lost Girl e per il ruolo di Alice in Batwoman. Ha ottenuto però la fama mondiale grazie al ruolo di Elisabetta I d'Inghilterra nella serie TV statunitense Reign.

## Biografia
Rachel Alice Marie Skarsten nasce a Toronto, da madre canadese, Mary Aileen, e padre norvegese, Stan Skarsten. Ha un fratello più giovane di nome Jon. Studia alla Royal Academy of Dance per 12 anni e successivamente frequenta la Claude Watson School for the Arts, specializzandosi prima in violoncello, poi in arti visive.
Dopo essere stata scoperta da un agente si è trasferita a Los Angeles, dove ha debuttato in piccoli spettacoli come Little Men, prima di ottenere la sua grande occasione come protagonista nella serie televisiva Warner Bros. Birds of Prey.
Successivamente Rachel lascia Los Angeles e torna in Canada dove completa la doppia laurea in Letteratura inglese e Studi classici presso la prestigiosa University of the Queen a Kingston, in Ontario. In seguito torna a recitare in serie come The L.A. Complex e Flashpoint, ottenendo poi il ruolo di Elisabetta I d'Inghilterra nella serie TV Reign, targata The CW. Nel 2015 interpreta Andrea nell'adattamento cinematografico di Cinquanta sfumature di grigio.

## Filmografia parziale

### Cinema
- La corsa di Virginia (Virginia's Run), regia di Peter Markle (2002)
- Fear of the Dark (Fear of the Dark), regia di K.C. Bascombe (2002)
- American Pie Presents: Beta House, regia di Andrew Waller (2007)
- La memoria del cuore (The Vow), regia di Michael Sucsy (2012)
- Cinquanta sfumature di grigio (Fifty Shades of Grey), regia di Sam Taylor-Johnson (2015)
- Molly's Game, regia di Aaron Sorkin (2017)

### Televisione
- Il famoso Jett Jackson (The Famous Jett Jackson) – serie TV, 1 episodio (1998)
- Little Men – serie TV, 24 episodi (1998-1999)
- Tracker – serie TV, 1 episodio (2002)
- Birds of Prey – serie TV, 13 episodi (2002-2003)
- Missing – serie TV, 1 episodio (2003)
- S.O.S. - La natura si scatena (Category 7: The End of the World) – miniserie TV, 2 puntate (2005)
- Flashpoint – serie TV, 4 episodi (2011)
- The Listener – serie TV, 3 episodi (2011-2012)
- The L.A. Complex – serie TV, 3 episodi (2012)
- Transporter: The Series - serie TV, 1 episodio (2012)
- Beauty and the Beast – serie TV, 2 episodi (2012)
- Ho sognato l'amore (In My Dreams), regia di Kenny Leon – film TV (2014)
- Lost Girl – serie TV, 34 episodi (2015)
- Reign – serie TV, 35 episodi (2015-2017)
- Sposami a Natale (Marry Me at Christmas), regia di Terry Ingram – film TV (2017)
- Wynonna Earp – serie TV, 1 episodio (2017)
- Imposters – serie TV, 4 episodi (2018)
- Batwoman – serie TV (2019-2022)
- Perduti nel tempo (Timeless Love), regia di Brian Brough - film TV (2019)
- Nurses - Nel cuore dell'emergenza – serie TV, episodio 1x10 (2022)
- Natale a Christmas Island (Christmas Island), regia di David Weaver - film TV (2023)

## Doppiatrici italiane
Nelle versioni in italiano delle opere in cui ha recitato, Rachel Skarsten è stata doppiata da:
- Perla Liberatori in Birds of Prey
- Elisabetta Spinelli in Fear of the Dark
- Ilaria Latini in S.O.S. - La natura si scatena
- Francesca Manicone in Transporter: The Series
- Valentina Favazza in Reign
- Cecilia Zincone in Sposami a Natale
- Letizia Ciampa in Imposters
- Chiara Gioncardi in Batwoman
- Valentina Pollani in Nurses - Nel cuore dell'emergenza
- Monica Vulcano in Natale a Christmas Island